# Gălăuțaș
Gălăuțaș (in ungherese Galócás) è un comune della Romania di 2 729 abitanti, ubicato nel distretto di Harghita, nella regione storica della Transilvania.
Il comune è formato dall'unione di 8 villaggi: Dealu Armanului, Gălăuțaș, Gălăuțaș-Pârău, Nuțeni, Plopiș, Preluca, Toleșeni, Zăpodea.